# Agía Varvára (dème)
Pour les articles homonymes, voir Agia Varvara.
Agía Varvára  ou  Ayía Varvára, en grec moderne : Αγία Βαρβάρα, est un ancien dème, ou municipalité (appelée en grec moderne : Δήμος Αγίας Βαρβάρας, Dímos Agía Varváras) du district régional d'Héraklion, en Crète, en Grèce. Depuis la réforme du gouvernement local de 2011, il fait partie du dème de Gortyne, dont il est devenu une unité municipale.
Il est situé au centre du district d'Héraklion et a pour chef-lieu le village homonyme d'Agía Varvára. Au recensement de 2001, il avait un total de 5 310 habitants et une superficie de 99 038 hectares.